# Ремчуков, Константин Вадимович
Константин Вадимович Ремчуко́в (21 ноября 1954 год, Морозовск, Ростовская область, РСФСР, СССР) — российский экономист, медиаменеджер, журналист, политический и общественный деятель. Главный редактор, издатель и генеральный директор «Независимой газеты» с 2007 года. Депутат Государственной думы Федерального Собрания РФ третьего созыва (1999—2003) и председатель Общественной палаты Москвы с 2016 года. Ранее возглавлял Общественный совет по вопросам присоединения России к ВТО. Кандидат экономических наук.

## Биография
Родился 21 ноября 1954 года в Морозовске Ростовской области. После переезда родителей учился в городе Волжский. Родители работали директорами школ в Волжском: отец, Ремчуков Вадим Степанович — директором школы № 23 (1970—1975), мать, Ремчукова Мария Ивановна — директором школы № 20 (1969—1975).
В 1971 году окончил школу № 23 в городе Волжский.
В 1978 году окончил факультет экономики и права Университета дружбы народов имени Патриса Лумумбы с отличием. Получил специальности экономиста и переводчика. С 1976 по 1977 год работал переводчиком в Пакистане по линии «Тяжпромэкспорта».
С 1978 по 1980 год проходил действительную срочную военную службу в Вооружённых Силах СССР, в центральном узле связи морской авиации ВМФ.
С 1978 по 1983 год — аспирант факультета экономики и права РУДН. В 1984 году получил учёную степень кандидата экономических наук, защитив диссертацию на тему «Размещение производительных сил и проблемы регионального планирования в Пакистане».
С 1983 по 1996 год — ассистент, доцент РУДН. В 1986−1987 годах стажировался в Пенсильванском университете (Филадельфия, США). С 1991 по 1997 год — директор программы для России Скандинавского центра менеджмента (Стокгольм, Швеция).
С 1996 по 2000 год — заведующий кафедрой макроэкономического регулирования и планирования экономического факультета РУДН. С 1999 по 2009 год — профессор РУДН.
В 1996—1998 годах — член инвестиционного комитета Инвестиционного фонда SE Банка (Швеция). С 1997 по 1999 — старший вице-президент информационно-аналитического центра «НОВОКОМ».
В 1997—1999 годах являлся советником, консультантом, председателем Высшего научно-консультационного совета группы «Сибирский алюминий», в 2000—2001 годах занимал пост председателя Высшего научно-консультационного совета ИПГ «Сибал». После переименования в ИК «Базовый элемент», в 2002—2003 годах председатель Высшего научно-консультационного совета «Базэла».
С 19 декабря 1999 года по 2003 год — депутат Государственной думы III созыва (фракция СПС), заместитель председателя комитета по природным ресурсам и природопользованию и член комиссии Госдумы по рассмотрению правовых вопросов пользования недрами на условиях раздела продукции.
С 10 ноября 2001 года — глава Общественного совета при президенте РФ по вопросам присоединения России к ВТО.

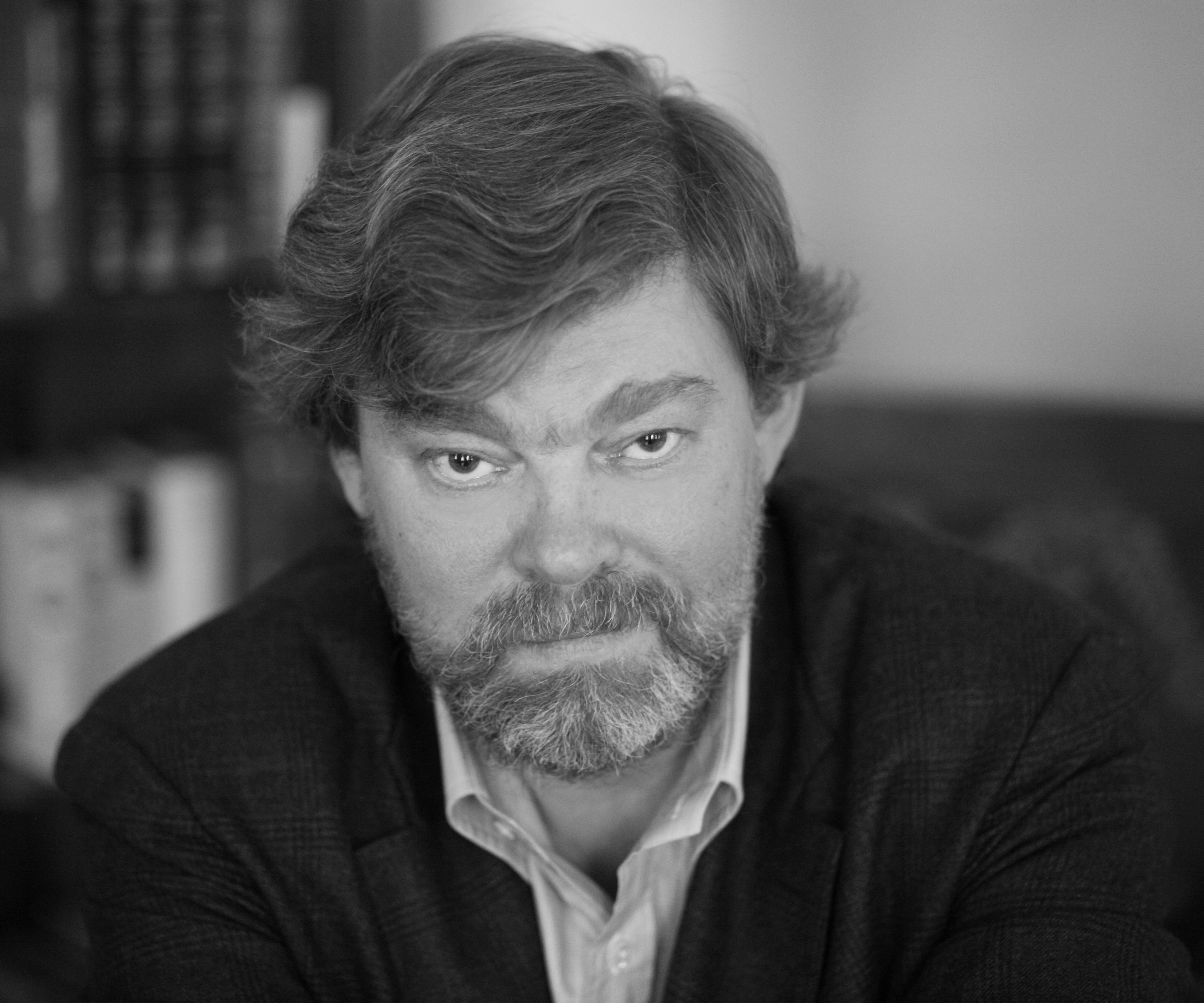
В 2008 году

В 2001 году избран председателем исполкома Попечительского совета Большого театра.
В 2004—2005 годах — помощник министра экономического развития и торговли.
Владелец (с 2005 года), генеральный директор и главный редактор (с 2007 года) «Независимой газеты».
С 2007 года по 2009 год — член Совета директоров Российской венчурной компании.
С апреля 2009 года — постоянный участник передачи «Особое мнение» по понедельникам на радиостанции «Эхо Москвы» и канале «Живой гвоздь».
С ноября 2012 года — председатель совета директоров футбольного клуба «Анжи».
С апреля 2013 года — заместитель председателя Общественной палаты города Москвы.
С апреля 2016 года — председатель Общественной палаты города Москвы.
В 2018 году возглавлял предвыборный штаб Сергея Собянина на выборах мэра Москвы.

### Семья
- Первая супруга — Ремчукова Елена Николаевна (1953—2023);
  - Дети: Максим (род. 1976) и Николай (род. 1986).
    - Внуки: Артём, Степан и Пётр.
- Вторая супруга — Ремчукова Елена Сергеевна (род. 1963);
  - Дочь — Варвара (род. 1990).
    - Внучка — Анфиса[12].

### Светская жизнь
Константин Ремчуков — активный участник столичной светской жизни. В 2008 году Константин Ремчуков получил приз журнала GQ в номинации «Классический стиль». В 2013 году журнал GQ признал Константина Ремчукова Человеком года в номинации «Трендсеттер года».

## Книги и статьи
Автор ряда книг по экономике, в том числе «Россия и ВТО» (2002) и «Экономическая политика „видимой руки“» (2003), «С думой о России» (2003). Брошюры «Этика власти и метафизика демократии» (2006), сборник «Удовольствие раздражать. Про любовь, пюре и политику. Сборник эссе» (2016). Постоянный автор «Независимой газеты»

### Колумнист
- 1993—1998 — колумнист журнала «Ekonom» (Прага, Чехия).
- 2006—2008 — колумнист журнала «Профиль».
- 2008—2009 — колумнист журнала «Icons».

## Награды
- Лауреат премии «Золотое перо России» в номинации «За верность профессии» (2017)[16].
- Кавалер ордена Восходящего солнца (Япония, 2021)[17][18]